# 伊恩·哈勒姆
伊恩·哈勒姆（英語：Ian Hallam，1948年11月24日—），英国男子自行车运动员。他曾代表英国参加1968年、1972年和1976年夏季奥林匹克运动会自行车比赛，获得二枚铜牌，均来自男子团体追逐赛项目。